# REAPER
REAPER (un acrònim d'Entorn Ràpid per Producció d'Àudio, Enginyeria, i Enregistrament) és un programari d'enregistrament i una estació de treball d'àudio digital creada per Cockos. La versió actual està disponible per Windows de Microsoft (XP i més nou) i macOS (10.5 i més nou) – les versions de beta estan també disponible per Linux. REAPER actua com a amfitrió a la majoria de plug-ins de diferents formats (com VST i AU) i pot importar tota mena de mitjans de comunicació, incloent vídeos. REAPER i el seu paquet de plug-ins estan disponible en format de 32-bit  i 64-bit.

## Llicència
REAPER proporciona un avaluació lliure i plenament funcional durant un període de 60 dies. Per fer-ne un ús més ampli hi ha dues llicències disponibles – una de comercial i una amb descompte. Són idèntiques en característiques i difereixen només en el preu i l'audiència a la que van destinades. La llicència amb descompte s'ofereix per ús privat, per escoles i negocis petits. Qualsevol llicència de pagament inclou la versió actual amb totes les seves actualitzacions futures i una lliure actualització a la versió pròxima més important. Qualsevol llicència és vàlida per totes les configuracions (x64 i x86) i permet fer instal·lacions múltiples, mentre siguin utilitzades en un sol ordinador alhora.

## Personalització
L'eina ReaScript proporciona moltes oportunitats de personalització (editar, executar i depurar accions dins de REAPER) a més de temes creats pels usuaris i extensions que proporcionen funcionalitats addicionals al programa.
ReaScript pot ser utilitzada per fer gairebé de tot, des de comandaments macros fins a extensions completament funcionals pel REAPER. Les accions poden ser escrites en EEL2 (JSFX script) Lua i Python. SWS / S&M és una extensió de REAPER bastant popular, que proporciona millores en la superfície de treball i millores en la manipulació de la funció tempo/groove.

L'interfície pot ser personalitzada amb temes creats pels usuaris. El tema principal de cada versió anterior és inclòs al REAPER i la personalització permet del tot la manipulació de la interfície de treball. Temes addicionals (i altres continguts creats pels usuaris) estan disponibles per descarregar a la pàgina web oficial. REAPER ha estat traduït a múltiples llengües i els diferents paquets d'idiomes es poden descarregar. Els usuaris, així com els desenvolupadors, poden crear paquets de llengues per REAPER.

## Software inclòs i plug-ins
Reaper ve amb una varietat d'efectes de producció d'àudio. En aquests s'inclouen eines com ReaEQ, ReaVerb, ReaGate, ReaDelay, ReaPitch i ReaComp. Els citats Rea-plug-ins també estan disponibles com a descàrrega separada per usuaris d'altres softwares d'edició d'àudio, com a ReaPlugs VST FX Suite.
També hi ha inclosos centenars de plug-ins JSFX-ins, que van des d'efectes estàndards, a aplicacions específiques per MIDI i àudio. Els scripts de JSFX són arxius de text, els quals quan són carregats a REAPER, (exactament com un VST o altres plug-ins) que esdevenen plug-ins complets, des d'efectes d'àudio senzills (delay, distorsió, compressió) a instruments (synths, mostrejadors) i altres eines amb propòsit especials (triggers per bateríes, i panoramització envolvent). Tots els plug-ins JSFX-ins son editables en qualsevol editor de text i plenament personalitzables per l'usuari.
REAPER no inclou cap programari de tercers, però és plenament compatible amb totes les versions de l'estàndard de VST (actualment VST3) i per això funciona amb la majoria de plug-ins tant comercials com gratuïts. La versió de REAPER en x64 també pot utilitzar plug-ins en format de 32-bit.

## Edició de vídeo
Tot i que REAPER no és un software d'edició de vídeo, pot ser utilitzat per tallar i retallar arxius de vídeo o per editar o substituir l'àudio que porta incorporat. Efectes de vídeo comúns com la fosa o la fosa encadenada estan disponibles dins l'editor. REAPER alinea arxius de vídeo en un projecte, com si fos una pista d'àudio, i la part de vídeo d'un arxiu pot ser vista en una finestra de vídeo separada mentre es treballa en el projecte.

## Suport per superfícies del control
REAPER té suport per:
- BCF2000 – Superfície de control de Beheringer, MIDI/USB[6]
- TranzPort – Superfície de control sense cables de Frontier Design Group's.[7]
- AlphaTrack – Superfície de control de Frontier Design Group's AlphaTrack  [8]
- FaderPort – Superfície de control de Presonus' FaderPort[9]
- Baby HUI – Superfície de control Mackie Baby HUI.[10]
- MCU – Superfície de control  "Mackie Control Universal" [11]

## Historial de versió
- Primera versió pública – 23 de desembre de 2005 com a freeware[12][13]
- 1.0 – Alliberament el 23 d'agost de 2006 com a shareware[14]
- 2.0 – 10 d'octubre de 2007
  - 2.43 – 30 de juliol 2008: Beta Mac OS X i suport per Windows x64.[15]
  - 2.56 – 2 de març de 2009: Finalitzat per Mac OS X i Windows x64 ports.
- 3.0 – 22 de maig de 2009
- 4.0 – 3 d'agost de 2011
  - Comença la creació per la seva utilització en Linux.[16]
- 5.0 – 12 d'agost de 2015
  - Mode Beta per Linux.